# Michele Di Ruberto
Michele Di Ruberto (* 28. August 1934 in Pietramontecorvino; † 26. April 2025 in Rom) war ein italienischer römisch-katholischer Geistlicher und Kurienerzbischof.

## Leben
Michele Di Ruberto studierte an der Päpstlichen Lateranuniversität und der Universität von Neapel. Am 29. September 1957 spendete ihm Bischof Domenico Vendola das Sakrament der Priesterweihe für das Bistum Lucera.
1969 wurde Di Ruberto Mitarbeiter in der Kongregation für die Selig- und Heiligsprechungsprozesse. Er wurde 1984 Verantwortlicher für die Überprüfung der Wunder von Anwärtern für die Heiligsprechung. Papst Johannes Paul II. berief ihn 1993 zum Untersekretär der Heiligsprechungskongregation. 
Am 5. Mai 2007 ernannte Papst Benedikt XVI. Di Ruberto zum Sekretär der Kongregation für die Selig- und Heiligsprechungsprozesse und zum Titularerzbischof von Biccari. Die Bischofsweihe spendete ihm Kardinalstaatssekretär Tarcisio Bertone am 30. Juni desselben Jahres. Mitkonsekratoren waren der Kardinalpräfekt der Kongregation für die Selig- und Heiligsprechungsprozesse, José Saraiva Martins CMF, und der Bischof von Lucera-Troia, Francesco Zerrillo.
Am 29. Dezember 2010 nahm Benedikt XVI. das von Di Ruberto aus Altersgründen vorgebrachtes Rücktrittsgesuch vom Amt des Sekretärs der Kongregation für die Selig- und Heiligsprechungsprozesse an.

## Ehrungen
- Päpstlicher Ehrenkaplan (1980)
- Päpstlicher Ehrenprälat (2007)

## Einzelnachweis
1. ↑  E' morto monsignor Michele Di Ruberto. In: luceraweb.eu. 27. April 2025, abgerufen am 27. April 2025 (italienisch).

| Personendaten    | Personendaten                  |
| ---------------- | ------------------------------ |
| NAME             | Di Ruberto, Michele            |
| KURZBESCHREIBUNG | italienischer Kurienerzbischof |
| GEBURTSDATUM     | 28. August 1934                |
| GEBURTSORT       | Pietramontecorvino, Italien    |
| STERBEDATUM      | 26. April 2025                 |
| STERBEORT        | Rom                            |